# Leucogastraceae
Leucogastraceae is een familie van schimmels behorend tot de orde van boleten (Boletales). In Nederland komen er geen soorten uit deze familie voor.

## Geslachten
De familie Leucogastraceae bestaat uit de volgende geslachten:
- Leucogaster
- Leucophleps